# Małgorzata Sadalska
Małgorzata Sadalska, z d. Sochacka (ur. 11 kwietnia 1950) – polska lekkoatletka, specjalizująca się w skoku w dal, medalistka mistrzostw Polski, reprezentantka Polski.

## Kariera sportowa
Była zawodniczką Skry Warszawa.
Na mistrzostwach Polski seniorek na otwartym stadionie zdobyła pięć medali - srebrny w skoku w dal w 1971, brązowy w pięcioboju w 1970 oraz trzy brązowe w skoku w dal (1972, 1973, 1974). 
W 1968 wystąpiła na Europejskich Igrzyskach Juniorów, zajmując 6. miejsce w skoku w dal, z wynikiem 5,94.
Rekord życiowy w skoku w dal: 6,36 (8.07.1974).
Jej mężem był siatkarz, olimpijczyk Włodzimierz Sadalski.